# Целокупна България (1942)
Вижте пояснителната страница за други значения на Целокупна България.
„Целокупна България“ (изписване до 1945 година: „Цѣлокупна България“) е български вестник, излязъл в единствен брой по повод Юнашкия събор в Битоля, тогава анексиран от България, на 15 – 16 юни 1942 година.
Печата се в печатница „Художник“ в София в 3000 тираж и цена 3 лева. Редактор е Димитър Лазов и редакционен комитет в Битоля. Вестникът е илюстрован и стои на националистически позиции.